# Puchar Wielkich Mistrzów 2017
Puchar Wielkich Mistrzów 2017 – siatkarski turniej rozegrany w dniach 12-17 września 2017 roku w Japonii.

## System rozgrywek
W Pucharze Wielkich Mistrzów 2017 wzięli udział mistrzowie poszczególnych konfederacji, gospodarz (Japonia) oraz drużyna, która otrzyma dziką kartę. Wszystkie reprezentacje rozegrały ze sobą po jednym spotkaniu. Zespół, który po rozegraniu wszystkich meczów miał najwięcej punktów, zdobył puchar.

## Hale sportowe
Puchar Wielkich Mistrzów 2017 rozegrany został na dwóch halach sportowych: w miastach Nagoja i Osaka.
| Miasto | Hala                              | Pojemność | Obiekty |
| ------ | --------------------------------- | --------- | ------- |
| Nagoja | Nippon Gaishi Hall                | 10000     |         |
| Osaka  | Osaka Municipal Central Gymnasium | 5932      |         |

## Drużyny uczestniczące
| Reprezentacja     | Miejsce w poprzednim pucharze | Miejsce w rankingu FIVB | Sposób kwalifikacji           |
| ----------------- | ----------------------------- | ----------------------- | ----------------------------- |
| Japonia           | 6                             | 12                      | gospodarz                     |
| Brazylia          | 1                             | 1                       | 1. miejsce w rankingu CSV     |
| Francja           | nie brał udziału              | 9                       | 1. miejsce w rankingu CEV     |
| Iran              | 4                             | 8                       | 1. miejsce w rankingu AVC     |
| Stany Zjednoczone | 5                             | 2                       | 1. miejsce w rankingu NORCECA |
| Włochy            | 3                             | 4                       | dzika karta                   |

## Tabela końcowa
| Lp. | Drużyna           | Mecze | Mecze   | Mecze   | Pkt | Sety | Sety | Sety  | Małe punkty | Małe punkty | Małe punkty |
| Lp. | Drużyna           | M     | W (3:2) | P (2:3) | Pkt | wyg. | prz. | ratio | zdob.       | str.        | ratio       |
| --- | ----------------- | ----- | ------- | ------- | --- | ---- | ---- | ----- | ----------- | ----------- | ----------- |
| 1.  | Brazylia          | 5     | 4 (1)   | 1 (1)   | 12  | 14   | 5    | 2.800 | 446         | 393         | 1.135       |
| 2.  | Włochy            | 5     | 4 (1)   | 1 (1)   | 12  | 14   | 8    | 1.750 | 509         | 506         | 1.006       |
| 3.  | Iran              | 5     | 4 (3)   | 1 (0)   | 9   | 12   | 10   | 1.200 | 501         | 495         | 1.012       |
| 4.  | Stany Zjednoczone | 5     | 2 (0)   | 3 (2)   | 8   | 11   | 9    | 1.222 | 463         | 416         | 1.113       |
| 5.  | Francja           | 5     | 1 (0)   | 4 (1)   | 4   | 6    | 12   | 0.500 | 410         | 436         | 0.940       |
| 6.  | Japonia           | 5     | 0 (0)   | 5 (0)   | 0   | 2    | 15   | 0.133 | 335         | 418         | 0.801       |

Źródło: fivb.org
Punktacja: 3:0 i 3:1 – 3 pkt; 3:2 – 2 pkt; 2:3 – 1 pkt; 1:3 i 0:3 – 0 pkt
Zasady ustalania kolejności: 1. liczba zwycięstw; 2. liczba punktów; 3. stosunek setów; 4. stosunek małych punktów; 5. bilans w bezpośrednich meczach

## Wyniki spotkań
I runda – Nagoja
| Data  | Godz. | Drużyna 1         | Wynik | Drużyna 2         | 1     | 2     | 3     | 4     | 5     | Widzów | * |
| ----- | ----- | ----------------- | ----- | ----------------- | ----- | ----- | ----- | ----- | ----- | ------ | - |
| 12.09 | 12:40 | Francja           | 0:3   | Brazylia          | 25:27 | 25:27 | 22:25 |       |       | 2000   |   |
| 12.09 | 15:40 | Włochy            | 2:3   | Iran              | 19:25 | 25:23 | 26:28 | 31:29 | 11:15 | 4600   |   |
| 12.09 | 19:15 | Japonia           | 0:3   | Stany Zjednoczone | 21:25 | 18:25 | 13:25 |       |       | 8000   |   |
| 13.09 | 12:40 | Brazylia          | 2:3   | Włochy            | 25:15 | 25:27 | 25:27 | 25:18 | 12:15 | 2600   |   |
| 13.09 | 15:40 | Stany Zjednoczone | 2:3   | Iran              | 25:20 | 25:17 | 25:27 | 21:25 | 12:15 | 5200   |   |
| 13.09 | 19:15 | Japonia           | 0:3   | Francja           | 15:25 | 23:25 | 23:25 |       |       | 8000   |   |

II runda – Osaka
| Data  | Godz. | Drużyna 1         | Wynik | Drużyna 2         | 1     | 2     | 3     | 4     | 5     | Widzów | * |
| ----- | ----- | ----------------- | ----- | ----------------- | ----- | ----- | ----- | ----- | ----- | ------ | - |
| 15.09 | 12:40 | Iran              | 0:3   | Brazylia          | 22:25 | 19:25 | 15:25 |       |       | 2300   |   |
| 15.09 | 15:40 | Francja           | 0:3   | Stany Zjednoczone | 20:25 | 17:25 | 16:25 |       |       | 5300   |   |
| 15.09 | 19:15 | Włochy            | 3:1   | Japonia           | 25:23 | 22:25 | 25:20 | 25:22 |       | 8000   |   |
| 16.09 | 12:40 | Stany Zjednoczone | 2:3   | Brazylia          | 26:28 | 25:15 | 20:25 | 25:22 | 13:15 | 2400   |   |
| 16.09 | 15:40 | Francja           | 1:3   | Włochy            | 25:21 | 20:25 | 22:25 | 21:25 |       | 5800   |   |
| 16.09 | 19:15 | Japonia           | 1:3   | Iran              | 25:21 | 19:25 | 20:25 | 14:25 |       | 8200   |   |
| 17.09 | 11:40 | Włochy            | 3:1   | Stany Zjednoczone | 25:22 | 25:22 | 23:25 | 29:27 |       | 3400   |   |
| 17.09 | 14:40 | Iran              | 3:2   | Francja           | 38:36 | 25:23 | 22:25 | 25:27 | 15:11 | 5800   |   |
| 17.09 | 18:15 | Brazylia          | 3:0   | Japonia           | 25:17 | 25:15 | 25:22 |       |       | 8200   |   |

## Klasyfikacja końcowa
| Miejsce | Reprezentacja     |
| ------- | ----------------- |
| złoto   | Brazylia          |
| srebro  | Włochy            |
| brąz    | Iran              |
| 4.      | Stany Zjednoczone |
| 5.      | Francja           |
| 6.      | Japonia           |

### Nagrody indywidualne
| Najlepszy zawodnik (MVP) | Najlepszy rozgrywający | Najlepszy atakujący | Najlepsi przyjmujący             | Najlepsi środkowi           | Najlepszy libero |
| ------------------------ | ---------------------- | ------------------- | -------------------------------- | --------------------------- | ---------------- |
| Ricardo Lucarelli        | Simone Giannelli       | Matthew Anderson    | Ricardo Lucarelli Milad Ebadipur | Matteo Piano Lucas Saatkamp | Satoshi Ide      |